# Enargia corticea
Enargia corticea là một loài bướm đêm trong họ Noctuidae.